# Hermya ditissima
Hermya ditissima là một loài ruồi trong họ Tachinidae.